# Aviation des troupes impériales et royales austro-hongroises
 (novembre 2022).
Si vous disposez d'ouvrages ou d'articles de référence ou si vous connaissez des sites web de qualité traitant du thème abordé ici, merci de compléter l'article en donnant les références utiles à sa vérifiabilité et en les liant à la section « Notes et références ».
 (novembre 2022).
L'armée de l'air impériale et royale (KuK Luftfahrtruppen en allemand ; Császári és Királyi Légierően en hongrois) était la force aérienne de l'empire d'Autriche-Hongrie de 1893 à la chute de l'empire en novembre 1918.
On la vit combattre sur le front italien ainsi que sur le front de l'Est. 

## Histoire

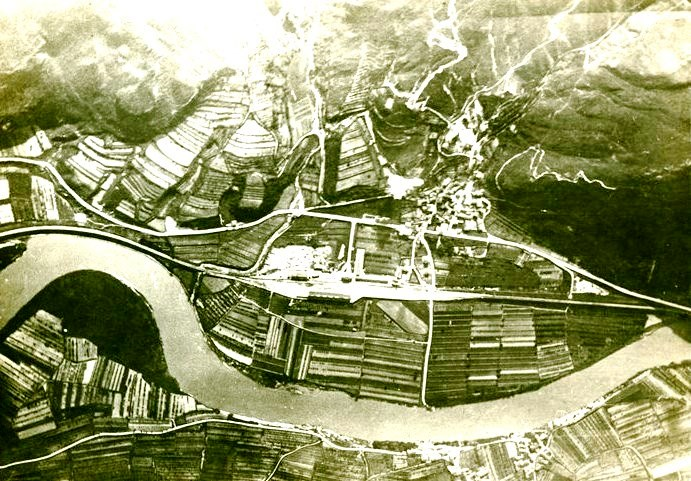
Le village de Bassano photographié par un bombardier austro-hongrois. Archives bulgares, 1915-1918.

L'armée de l'air impériale et royale fut créé en 1893. Elle fut dissoute en 1918.

### Naissance
L'armée de l'air en Autriche-Hongrie naît sous le nom de la k.u.k. Militär-Aeronautischen Anstalt en 1892 sur la place Arsenalexerzierplatzes à Vienne. Celle-ci s'occupe de l'utilisation militaire de dirigeables dont plusieurs divisions sont installées par l'armée commune dans le siècle et demi suivant. En octobre 1909, lors d'une réorganisation, la Militär-Aeronautische Anstalt change son nom en k.u.k. Luftschifferabteilung et est déplacée dans une nouvelle brigade du transport à Fischamend. Ce choix se justifie par le domaine d’activité élargi par l’achat des ballons dirigeables et la perte d’importance de ces derniers pour des objectifs militaires. Cependant, le dirigeable n'est pas approuvé par l’administration de l’armée austro-hongroise. Après deux acquisitions du territoire national et des pays étrangers, l’administration de l’armée renonce aux dirigeables, qui deviennent une troupe d’aviation jusqu’au début de la Première Guerre mondiale et utilise le budget pour le développement des avions de combat.
Plus tard, sur le terrain d’aviation de Wiener Neustadt est créée une Militäraviatische Station pour les forces aéronautiques où les premiers vols d’entraînements militaires non officiels ont lieu dans la même année. À partir de la moitié de 1910, les premiers avions sont déployés et commencent officiellement les exercices militaires. Après la visite de l’empereur François-Joseph Ier d’Autriche, du chef du cabinet Franz Conrad von Hötzendorf et du ministre de la guerre Alexander von Krobatin, l’administration de l’armée fait la première offre pour des avions militaires.
Avec la suivante réorganisation en octobre 1911, la direction du k.u.k. Luftschifferabteilung est déléguée au lieutenant-colonel Milan (Emil) Uzelac. L’armée achète dans la période suivante deux types d’avions : l’Etrich Taube et le Lohner Pfeilflieger. En outre, les forces aéronautiques sont impliquées dans les réflexions tactiques, ce qui se note également dans l’intervention des manœuvres.

### Drapeau austro-hongrois
En 1913, l'affichage du drapeau rouge, blanc et rouge (Hoheitzeichen) sur le gouvernail a été établi comme l'emblème pour les troupes de l'aviation. Ainsi, les ailes supérieures sont aussi ornées du drapeau rouge blanc rouge. Au début de la première guerre mondiale, des troupes de l’aviation allemandes avec le signe du Eisenernen Kreuzes, devenu désormais leur emblème, apparaissent. Le symbole autrichien et les couleurs rouge-blanc-rouge sont assemblés pour créer leur nouveau drapeau.
Les marquages rouge-blanc-rouge fournissent une bonne cible pour les défenses aériennes ennemies. Des confusions de l’étiquette autrichienne rouge-blanc-rouge avec l’étiquette rouge-blanc-vert italienne conduisent à Friendly Fire. Pour cette raison, les marquages rouge-blanc-rouge ne sont plus utilisés et sont remplacés par le Tatzenkreuz. Cette Croix, en tant que croix de l’armée autrichienne, aussi appelée Kannonenkreuz, a fait jusqu’à présent partie du patrimoine autrichien. À partir de 1917, seule la Tatzenkreuz est utilisée; dès 1918, elle est modifiée une troisième fois pour donner naissance au Balkenkreuz.

## Organisation
Au front, l’armée aéronautique est divisée en unités d’aviation appelées Flik (abréviation allemande pour Fliegerkompanien). Les dépôts, appelés Flep (abréviation allemande pour Fliegeretappenparks) servent pour l’approvisionnement des unités d’aviation en avions, moteurs, armes et autres objets indispensables pour l’équipement. Chaque dépôt est responsable d’une partie spécifique du front et doit approvisionner les Fliks qui y sont stationnés. Ici sont également effectués des réparations trop coûteuses pour les unités d’aviation. Les unités de remplacement des avions, appelées Flek (abréviation allemande pour Fliegerersatzkompanien) sont responsables des formations et de la mise à disposition des pilotes, des mécaniciens et du personnel auxiliaire. Les Fleks sont réunies en deux bataillons de remplacement des avions et sont soumises à la direction de la troupe du replacement des avions. L’arsenal, appelé Flars (abréviation allemande pour Fliegerarsenal), qui s’occupe de l’acquisition de l’équipement ainsi que des tests des nouveaux avions, est directement soumis au ministère de la guerre de l’empire austro-hongrois.
Aux fabricants d’avions est attribuée une supervision, la plupart du temps composée d’un seul officier, qui vérifie un avion terminé avant qu’il ne soit envoyé aux Fleps. L’arsenal distribue le matériel aux unités de remplacement des avions et aux dépôts.

### Compagnies aériennes
Les compagnies aériennes sont numérotées en chiffres arabes. La réserve des avions de compagnies aériennes comporte six avions et deux avions de réserve. L’unité se regroupe en un Commando, deux trains et un avion de réserve ainsi qu’un Train. Elle compte environ dix officiers dont quatre officiers d’observation puis cent Unteroffiziere (sous-officiers) et une division. Ainsi, comme « couverture » (personnelle de sécurité) leur est affectée une demi-compagnie d’environ soixante hommes. Les compagnies aériennes sont très mobiles et peuvent établir leur camp de base très rapidement. Néanmoins, la communication avec les avions n’est pas au point.
Dès 1917 la compagnie aérienne décide de se spécialiser. De plus, pour identifier la mission qu’ils accomplissent, le Commando décide de mettre une lettre majuscule après leur immatriculation. Les différents types de compagnies se différencient par leur nombre et leurs types d’avions. Les immatriculations sont les suivantes :
D – compagnie de vol de division, pour la reconnaissance et la gestion d'artillerie : soutien d'infanterie pour connaître le front voisin et attaquer avec plus de facilité
K – compagnie des corps volants (à partir de 1918) : unité de reconnaissance, dirigée par les compagnies des corps volants
F – compagnie de reconnaissance à distance : recueil des informations dans l'arrière-pays ennemi, soutenu par un commando de l'armée
G – grande compagnie d'aéronefs : destinée à l'utilisation de gros aéronefs (bombardiers), par manque de tels moyens d’aviation, des avions de type C ont été utilisés plus tard
J – compagnie d’avions de chasse : combattre toutes sortes d'objets volants ennemis, fréquemment 18 avions de chasse sont utilisés pour entreprendre cette opération
S - compagnie d’avions d’assaut, (à partir de 1918) : pour le soutien de l'infanterie
P - compagnie de photo-reconnaissance (à partir de 1918) équipée de sièges photos monoplaces
RB - compagnie de reconnaissance d'images (à partir de 1917) : aéronefs de type C avec des dispositifs de capture d'images alignés

### L’unité de remplacement des avions
Avant la guerre, la division de l’instruction des avions (Flugmaschinen-Instruktionsabteilung en allemand) servait pour la formation du personnel de l’armée de l’air, mais, pour compenser les pertes personnelles au début de la guerre, elle est transformée et transférée au front. Pour la formation des pilotes, les unités de remplacement des avions sont créées à partir de novembre 1914. À cause du nombre montant d’unités, en mars, tous les Flecks sont rassemblés dans le bataillon du remplacement des avions I (Fliegerersatzbataillon I en allemand). Jusqu’à la fin de la guerre, 22 unités de remplacement des avions naissent, réunies en deux bataillons de remplacement et soumises au commandement de la troupe du remplacement des avions.

## Force des troupes
Au début de la guerre en 1914, il existe neuf unités d’aviation avec 106 hommes chacune. Au printemps 1916, l’armée de l'air impériale et royale possède plus de 24 unités d’avions. Plus tard, un certain essor s’amorce, quand, jusqu’en août 1917, le nombre total d’unités peut être augmenté jusqu’à 57. 1000 avions et 500 moteurs de remplacement peuvent être ajoutés. Les 66 unités d’aviation existantes jusqu’à la fin de l’année 1917 souffrent encore une fois du manque de ressources, de sorte que seulement deux tiers peuvent être à la manœuvre en même temps. À la fin de la guerre, le nombre d’unités d’avions est augmenté à 79.

## Complément d'éléments
S’ils ont douze ans d’activité parmi les troupes, les officiers sont démis de leurs commandements pour entreprendre une carrière de pilote et de viseur. Ils acceptent donc un mandat de deux ans au sein des compagnies ariennes austro-hongroises. L’équipage est fréquemment défini par un quota de personnes par division. De plus, des détachements militaires sont très rares. En temps de guerre, les compagnies sont confiées aux commandos d’élite. Pour s’adresser à eux, la formule officielle est « officier de l’armée de l’air » ou « officier d’observation ». Ainsi aux « officiers d’observation » sont attribués « des officiers de troupes », qui, avant d’intégrer le commando, doivent suivre une formation d’observateur. Les observateurs peuvent passer officiers ; l’équipage et notamment les sous-officiers peuvent suivre une formation de pilotage.

## Emploi pendant la Première Guerre mondiale

### Front de l'Est
Jusqu'à l'entrée en guerre de l'Italie, l'Empire russe des tsars est le principal adversaire des troupes de l'aviation austro-hongroise. L'armée d’aviation russe possède en août 1914 environ 16 dirigeables et 360 avions différents, la majorité d'entre eux étant usés et vieux. En outre, les unités s'étalent sur une longueur frontale colossale.
Contrairement à d'autres secteurs, la production d'aéronefs est très lente. La Russie produit un nombre identique à l'Autriche-Hongrie, mais du retard a été pris par les Russes, quant à la qualité du matériel et de la formation du personnel, malgré le soutien des Alliés, en particulier de la France. Avec l'entrée de la Roumanie dans la guerre du côté allié, à l'été 1916 une nouvelle menace pour l’aviation austro-hongroise se présente : contre les avions russes désormais basés en Roumanie, les troupes d'aviation austro-hongroises créent les K.u.k. fliks. La révolution d'Octobre se traduit par le cessez-le-feu de Brest-Litovsk sur le front de l'est à la fin de 1917 : l’aviation austro-hongroise peut alors partir pour le front Italien.

### Front des Balkans
Le front des Balkans a peu d'activité aérienne. Bien que les forces aériennes aient commencé à s'étoffer juste avant la guerre contre la Serbie, ce Royaume n'a que trois avions opérationnels au début de la guerre et l'armée de Monténégro n'a pas de forces aériennes. Les forces de l'aviation austro-hongroise ont donc la maîtrise du ciel dans les Balkans durant les premiers mois de la guerre. Cela change avec l’apparition soudaine des Squadriglias italiennes dans le sud de l'Albanie. Lorsque la Triple Entente, dont notamment la France, débarque à Salonique en automne 1915 avec de nombreuses unités aériennes, l'initiative passe aux Alliés. Le groupe austro-hongrois lutte seul contre la présence italienne toujours croissante dans le sud de l'Albanie. Les aviateurs allemands de l'armée Mackensen stationnés en Bulgarie collaborent d'abord avec le K.u.k. fliks contre la Roumanie, avec quelques équipages bulgares. Mais avec l'offensive alliée au départ de Salonique, ils doivent lutter contre les nombreux aviateurs Français qui opèrent à partir de la Grèce et ils se retrouvent en infériorité numérique.

### Front italien
L’Italie a, depuis sa fondation, des buts irrédentistes. Avec le pacte de Londres (26 avril 1915), l’Italie entre dans l’alliance de la Grande-Bretagne, de la France et de la Russie. Le pays entre en guerre contre les Empires centraux en échange de gains territoriaux à la fin de la guerre (elle revendique le Tyrol du Sud et la côte austro-hongroise de l'Adriatique). Le 23 mai, l’Italie déclare la guerre à l’Autriche-Hongrie et par la suite, en 1916, également à son allié, l’empire allemand.
L’Autriche-Hongrie fait face au plus fort ennemi aérien sur le plan matériel : la Regia Aeronautica (armée de l’air du royaume d’Italie). Cependant, c’est seulement à partir de 1916 que la Regia Aeronautica acquiert la suprématie aérienne, grâce à l’augmentation de la productivité et de l’adjonction de quatre unités du Royal Flying Corps (corps aérien de l’armée britannique qui arrive après la douzième bataille d’Isonzo) et de forces aériennes françaises basées à Venise et en Albanie.
Au début de la guerre avec l’Italie en 1915, l’Autriche a une unité d’aviation avec quatre avions en Carinthie ainsi que quatre unités d’aviation avec seize avions à l’Isonzo. Au front du Tyrol il y a deux unités d’aviation et au front de haute montagne, ce sont presque uniquement les avions de reconnaissance à deux places qui sont utilisés. Des avions de chasse et des bombardiers sont employés autour de l’Isonzo, de Piave et du Monte Grappa.
L’armée de l’air austro-hongroise se concentre de plus en plus sur le front italien. Après le retrait de la Russie soviétique de la guerre, presque toutes les unités d’aviation austro-hongroises sont consacrées au front italien. En 1917 et 1918, le nombre moyen de pilotes comprend entre 500 et 600 hommes, avec une probabilité de 100% de morts considérée comme réaliste. La durée de survie d’un pilote austro-hongrois en 1917 est de quatre mois. Ainsi, pendant la dernière année de guerre, seulement 200 avions sont prêts à être utilisés sur ce front (6500 avions du côté italien leur font face).
Terrains d’aviation :
Front de l’Isonzo :
- Görz (Gorizia) 1911–1914
- Base d'hydravions de Trieste
- Aquilinia/Žavlje
- Base d'hydravions de Pola
- Base d'hydravions de l'archipel de Brioni
- Aisovizza/Aischowitz/Ajševica 1915–1916
- Marburg/Maribor 1915–1918
- Haidenschaft/Aidussina/Ajdovščina 1916–1918
- Podnanos 1915–1917
- Beljak 1915–1918
- Prosek 1916–1917
- Vipava/Podraga 1916–1917
- Waatsche/Divaccia/Divača 1916–1917
- Zizan/Sesana/Sežana 1917
- Log 1917
- Trata 1917
- Logatec 1917
- Bled 1917
- Lesce 1917
- Krainisch Straschische/Stražišče pri Kranju 1917
- Laibach/Ljubljana (ville) 1915
- Laibach/Ljubljana (Šentvid, Bežigrad) 1917
- Brezovica 1917
- Reka 1917–1918
- Laibach/Ljubljana (Šiška) 1918–1924

Front de Carniole :
- Villach

Front du Tyrol :
- Cirè
- Romagnano
- Gardolo
- Campo Maggiore (Lomaso)
- Croviana
- Neumarkt
- Bozen/Bolzano
- Varna
- Bruneck/Brunico

Front du Piave :
- Feltre
- Roveredo
- Pordenone

## Types d’avions utilisés
Au début, ce sont surtout les avions à deux places de types B des sociétés Lohner, Albatros, Aviatik et Lloyd à être utilisés. Au cours de l’année 1916, l’armée de l’air se sert pour la première fois de l’avion Brandenburg-C-I. Ce modèle est employé pour tous les types de mission. Dans le domaine de l’observation et du bombardement, le Brandenburg-C-I reste la colonne vertébrale de l’armée de l’air. Les modèles de type C-I de la société Aviatik, et plus tard de Phönix et Ufag, sont la dernière génération des avions polyvalents à deux places. Ces-derniers sont aussi forts que les avions de l’ennemi.
Lorsque le concept de l’avion de chasse à une place pour le combat contre les avions ennemis s’impose, en raison du manque d’avions de leurs propres types en 1915, des monoplans de Fokker de l’Empire allemand sont achetés. Vers la fin de 1916, le biplan Hansa-Brandenburg D.I, appelé KD, également importé, prend leur place. Par la suite, les avions de chasse standards utilisés sont les Albatros (Oeffag) D.III, qui sont construits et améliorés en licence par Oeffag, les avions de chasses à une place austro-hongrois Aviatik D.I Berg et les Phönix D.I, D.II et D.IIa.
La plupart des fabricants d’avions nationaux essayent de construire des avions de grandes tailles. Cependant, les modèles n’ont jamais passés la phase de prototype. Ils ont été soit rejetés par l’administration de l’armée, soit le projet a été arrêté per la société même. Ainsi, les importations de l’Empire allemand doivent recommencer. Cependant, seulement le Gotha G.IV a été employé en quantité considérable. La plupart des bombardements est toujours exécutée par les avions Hansa-Brandenburg C-I, adaptés pour cette fonction.
- Albatros B.I, D.II, D.III
- Aviatik autrichien B.I, B.II, B.III, C.I, D.I, D.II
- Etrich Taube A.I, A.II
- FEtrich      Taube A.I, A.IIokker A.III, B.I, B.II, B.III, D.I, D.II, D.VI, D.VIIEtrich      Taube A.I, A.II
- Gotha G.IV
- Hansa-Brandenburg B.I, C.I, D.I, G.I
- Knoller B.I, C.I, C.II
- Lloyd C.I, C.II, C.III, C.IV, C.V
- LKnoller      B.I, C.I, C.IIohner B.I, B.II, B.III, B.IV, B.V, B.VI, B.VII, C.I
- Oeffag C.I, C.II
- Phönix C.I, D.I, D.II, D.IIa
- Ufag C.I

Immatriculations
Dans les compagnies k.u.k, des immatriculations sont mises en place à partir du 8 février 1915. Ceci permet d’identifier exactement les appareils. Tous les appareils sont construits en petite quantité pour être identifiés facilement. La société construisant ces avions y appose un chiffre suivi d’un nombre qui indique le type et la provenance de l’appareil. Alors, le chiffre 0 est réservé aux prototypes et essais. Plusieurs modèles sont créés par exemple avec un moteur plus performant, celui-ci est doté d’un chiffre différent ajouté au chiffre précédent, dont le chiffre de production, pour identifier le fabricant.
Par exemple, le nombre 153.07 correspond au septième avion fabriqué par Oesterreichischen Flugzeugfabrik AG (chiffre 5), nommé Albatros D.III. En outre, ce prototype est le premier à être construit par une société d’aviation. Cependant ce prototype de la Série (53) a été modifié autant en construction qu’en motorisation. Ceci conduit à une modification des immatriculations et à la suppression du chiffre 1.

## Industrie de l’armée de l’air
| Constructeurs aéronautiques pour les troupes d’aviation                   |                                  |      |     |     |
| Usine d’arsenal aérien                                                    | Fischamend                       | 1913 | FD  | 7   |
| Constructions de Fokker                                                   | Görriesse von Schwerin           |      | Fok | 01) |
| Jacob Lohner & co.                                                        | Vienne-Floridsdorf               | 1910 | Lo  | 1   |
| Usine de moteurs et de fabrication aeronautique hongrois Lloyd            | Aszód Budapest                   | 1914 | LL  | 4   |
| Magyar Általános Gépgyár (Usines de constructions de machines hongroises) | Budapest                         | 1916 | Mag | 9   |
| Usine autrichienne de fabrication d’avions                                | Vienne Neustadt                  | 1915 | OEF | 5   |
| Usines de fabrication d’avions Phönix                                     | Vienne Stadlau                   | 1914 | PH  | 2   |
| Thöne & Fiala                                                             | Brigittenau et Vienne Alsergrund | 1916 | Th  | 10  |
| Usine aéronautique hongroise (UFAG) (Camillo Castiglioni))                | Budapest Albertfalva             | 1912 | U   | 6   |
| Usine de fabrication de fuselages d’avion Dr W. c. Gutmann                | Vienne-Favoriten                 | 1915 | WKF | 8   |

Taux d’emploi et de production de l’industrie aérienne
                                  en Autriche-Hongrie 1914-1918
| Année | Avions   | Avions  | Moteurs  | Moteurs | Travailleurs | Travailleurs |
| Année | Autriche | Hongrie | Autriche | Hongrie | Autriche     | Hongrie      |
| 1914  | 40       | 30      | 50       | 22      | 849          | 577          |
| 1915  | 195      | 143     | 300      | 140     | 2338         | 1717         |
| 1916  | 517      | 414     | 650      | 204     | 3824         | 1717         |
| 1917  | 1050     | 664     | 900      | 330     | 5285         | 4100         |
| 1918  | 1600     | 778     | 1300     | 450     | 7650         | 4300         |
| Total | 3402     | 2029    | 3200     | 1156    |              |              |
| Total | 5431     | 5431    | 4356     | 4356    |              |              |

À côté des produits nationaux et des licences de fabrications, des avions et des moteurs sont également importés. Le pays d’origine des importations a toujours été l’Empire allemand. Surtout au début de la guerre le besoin d’importer est fort, car les produits nationaux ne suffisent pas. Environ à la fin de 1916, l’importation des avions s’arrête, étant donné que l’empire allemand, à cause de l’intensité croissante de la guerre aérienne au front ouest, a lui-même besoin de tous les avions produits. L’importation de moteurs la plus importante pour l’Autriche-Hongrie dure jusqu’à la fin de la guerre et compense la production inférieure de moteurs par rapport aux avions.

## Réception du musée
L’histoire de l’armée de l’air impériale et royale (k.u.k. Luftfahrttruppen) est aussi abordée dans le Musée d’histoire militaire de Vienne. Les objets de l’exposition permanente du musée couvrent la période temporelle de la naissance de l’armée aéronautique jusqu’à la fin de la Première Guerre mondiale. Ainsi, sont exposés, entre autres, des modèles des avions Etrich-Taube et Lohner Pfeilflieger et des moteurs d’avions de toutes sortes. Dans la salle d’exposition de la Première Guerre mondiale se trouvent un avion d’entraînement et de reconnaissance Albatros B.II complet ainsi que des bombes, des fléchettes, des uniformes des pilotes et des canons antiaériens.

## Aéronefs
L'armée de l'air impériale et royale utilisa principalement des aéronefs d'origine allemande ou produits sous licence en Autriche-Hongrie, dont quelques dirigeables comme le PL-4 de 1909, acheté à la société allemande Motor-Luftfahrzeug Gesellschaft et  renommé M-1 (6 hommes, 50 mètres de long et 2 450 m3), qui permit la construction du M-II (10 hommes, 70 m et 4 800 m3) ; ces deux premiers exemplaires furent démantelés en 1913 mais en 1911, la société viennoise Koerting Maschinenbau AG avait construit à Fischamend (près de Vienne) le M-III (10 hommes, 68 m et 3 600 m3, qui fut détruit par accident le 20 juin 1914. Un hangar à dirigeables fut aménagé à Trieste pour les opérations navales au-dessus de l'Adriatique.